# Премијер лига Босне и Херцеговине у одбојци за жене 2015/16
Премијер лига Босне и Херцеговине у одбојци за жене 2015/16 је била 11. сезона најјачег одбојкашког такмичења у Босни и Херцеговини.

## Систем такмичења
У лиги је учествовало 10 клубова, а такмичење се одвијало у двије фазе: лигашки дио и плеј оф.
У лигашком дијелу играло се двокружно по систему свако са сваким односно 18 кола. Након 18 кола двије последњепласиране екипе испале су у нижи ранг док је 8 првопласираних екипа наставило такмичење у плеј-офу.
У плеј-офу играло се четвртфинале, полуфинале и финале а побједник је екипа која прва дође до двије побједе.
Ово је била прва сезона са новим системом такмичења према којем нема плеј-аута и гдје у плеј-офу умјесто досадашњих шест учествује осам екипа.

## Клубови учесници
У сезони 2015/16 у Премијер лиги БиХ учествовало је 10 тимова. У односу на претходну сезону из лиге су испали ОК Вогошћа и ОК ХЕ на Дрини, а нови учесници лиге су ОК Дервента и ЖОК Босна Калесија.
| Клуб                | Град      | Дворана                                   | Пласман у претходној сезони      |
| ------------------- | --------- | ----------------------------------------- | -------------------------------- |
| УОК Бихаћ Премингер | Бихаћ     | -                                         | 4. мјесто ПЛБИХ                  |
| ЖОК Босна           | Калесија  | -                                         | Шампион Суперлиге Федерације БиХ |
| ЖОК Бимал Јединство | Брчко     | Магнет Брчко                              | 1. мјесто ПЛБИХ                  |
| УОК БЛ Волеј        | Бања Лука | Универзитетска спортска дворана Бања Лука | 6. мјесто ПЛБИХ                  |
| ОК Дервента         | Дервента  | -                                         | Шампион Прве лиге РС             |
| ЖОК Гацко           | Гацко     | Дворана КСЦ Гацко                         | 2. мјесто ПЛБИХ                  |
| ОК Кула Градачац    | Градачац  | -                                         | 3. мјесто ПЛБИХ                  |
| ЖОК Модрича         | Модрича   | -                                         | 7. мјесто ПЛБИХ                  |
| ЖОК Радник          | Бијељина  | -                                         | 8. мјесто ПЛБИХ                  |
| ЖОК Слобода         | Тузла     | Мејдан                                    | 5. мјесто ПЛБИХ                  |

## Лигашки дио
| Поз. | Клуб                | Игр. | Поб. | Изг. | Сетови | Сет кол. | Бод. |
| ---- | ------------------- | ---- | ---- | ---- | ------ | -------- | ---- |
| 1.   | ЖОК Гацко           | 18   | 16   | 2    | 52:10  | +42      | 50   |
| 2.   | ЖОК Бимал Јединство | 18   | 16   | 2    | 50:10  | +40      | 47   |
| 3.   | ОК Кула Градачац    | 18   | 16   | 2    | 50:11  | +39      | 47   |
| 4.   | УОК БЛ Волеј        | 18   | 11   | 7    | 34:23  | +11      | 33   |
| 5.   | ЖОК Модрича         | 18   | 11   | 7    | 35:25  | +10      | 31   |
| 6.   | ЖОК Слобода         | 18   | 6    | 12   | 26:38  | -12      | 20   |
| 7.   | ЖОК Радник          | 18   | 6    | 12   | 21:40  | -19      | 17   |
| 8.   | ОК Дервента         | 18   | 4    | 14   | 15:44  | -29      | 13   |
| 9.   | УОК Бихаћ Премингер | 18   | 3    | 15   | 13:48  | -35      | 9    |
| 10.  | ЖОК Босна           | 18   | 1    | 17   | 6:53   | -47      | 3    |